# Aires Pereira
Aires Pereira (nacido en Venezuela en 1973) es un músico venezolano y bajista de la banda Moonspell, con quien ha tocado desde el año 2003.